# Thomas Arnold (Mediziner)
Thomas Arnold (* 1742 in Leicester; † 2. September 1816 daselbst) war ein englischer Psychiater und Reformer des Irrenwesens.

## Leben
Thomas Arnold wurde in Leicester geboren, studierte in Edinburgh und war dort der Schüler von William Cullen (1710–1790). Arnold war Mitglied des Königlichen Ärztekollegs (Royal College of Physicians) und der Königlichen Medizinischen Gesellschaft Edinburghs (Royal Medical Society of Edinburgh). 1794 eröffnete er die öffentliche psychiatrische Anstalt des ›Leicester Lunatic Asylum‹, nachdem er zuvor bereits Besitzer des drittgrößten privaten Irrenhauses (private madhouse) in Leicester gewesen war. Dazu hatte er in der Öffentlichkeit – so auch in Zeitungsartikeln – immer wieder auf den eigentlich nationalen Charakter solcher Einrichtungen hingewiesen, die sich seit 1774 in den Bereich entsprechender Gesetzgebung gestellt sahen und damit auch öffentlicher Verantwortung.

## Leistungen
Erwin H. Ackerknecht würdigt Arnold, indem er die von ihm veröffentlichten Bücher als herausragend aus dem Umfang der gesamten psychiatrischen Bewegung im 18. Jahrhundert darstellt, d. h. neben Werken wie etwa denen von Battie, Perfect, und Harper. Insbesondere habe er sich um eine neue Klassifikation der psychischen Krankheiten bemüht. Battie beginnt sein erstes für die Psychiatrie repräsentatives Werk zwar mit einer Definition des Irrsinns, führt dafür jedoch kein einziges Fallbeispiel auf. Im Gegensatz dazu ist Arnolds Buch mit Fallbeispielen anhand der eigenen Erfahrung des Autors reichlich ausgestattet. – Klaus Dörner bezeichnet das in zwei Bänden 1782 und 1786 erscheinende psychiatrische Lehrbuch Arnolds als das nach Battie zweite spezifisch psychiatrische Werk. Es diente natürlich nicht nur rein wissenschaftlichen, sondern auch den politischen Zielsetzungen des Autors nach Institutionalisierung privater psychiatrischer Einrichtungen durch Gründung öffentlicher Anstalten. Dass Arnold bestrebt war, die öffentliche Meinung zu beeinflussen, geht u. a. auch aus dem Satz in englischer Sprache auf dem Titelblatt seines Lehrbuchs hervor, das ein Zitat von Epiktet enthält. Dessen Übersetzung lautet: „Menschen sind nicht aufgebracht über die Dinge selbst, sondern über die Meinungen, die sie von ihnen haben.“ Es war zugleich für Thomas Arnold sowie für seinen Lehrer William Cullen förderlich, wenn dessen eher wissenschaftliche Erkenntnisse durch Arnold in die Praxis umgesetzt wurden. Arnold verband die schon bestehenden früheren Erkenntnisse der englischen Sprechstundenpsychiatrie wie sie etwa von George Cheyne (1671–1743) etwa durch den Begriff des Spleens verbreitet worden waren, um nun auch die öffentliche Diskussion auf das Problem der armen Irren aufmerksam zu machen. Arnold verband auf diese Weise die politische Ökonomie mit der psychischen (industrial and animal oeconomy), den öffentlichen (äußeren) Haushalt der englischen Industriegesellschaft mit dem inneren der sozialen Fürsorge.
Die erwähnte Klassifikation psychischer Krankheiten leitet sich aus der vorstehend dargestellten Verbindung des Wahnsinns mit dem englischen Spleen und der Hysterie her. Die logische Verbindung wird u. a. hergestellt durch die Prinzipien der ›moral insanity‹, der ›medical insanity‹, der ›pathetic insanity‹ und der ›appetitive insanity‹. Moral Insanity wird als die gemeinsame Basis einer allen Menschen eigenen Disposition zu affektiven seelischen Schwankungen angesehen. Das Einhalten der moralischen Norm liege in der gesunden Mitte und im Meiden der Extreme. Nur die Extremfälle bewirkten auch eine ›medical insanity‹, also eine Notwendigkeit zum medizinischen Handeln. Die moralische Seite dieser Sichtweise wird ähnlich wie auch schon vor Arnold durch den allgemeinen Unternehmergeist dargelegt und den damit verbundenen Mut zum Risiko, der zu Reichtum und Luxus führt und damit auch zur Größe der englischen Nation. Die Kehrseite würden dabei die armen Irren darstellen, indem sie hierfür die Zeche zahlen.
Das Thema der Leidenschaften, das für diese Epoche beinahe als obligat angesehen werden muss, gewinnt in diesem Zusammenhang an Bedeutung. Bereits Zückert (1737–1778) hatte 1768 dieses Thema aufgegriffen. Dieses Thema leitet über zur Verinnerlichung romantischer Erfahrungen und damit zu einer von der Körpersphäre eher abgehobenen psychologischen Betrachtungsweise. Arnold betont nicht nur den affektiven Charakter des Wahnsinns als melancholische oder manische Variante im heute allgemein üblichen Sinne der Ambivalenz von Affektivität, sondern weist auch auf den Gesichtspunkt der Gewohnheit (Chronifizierung) als Voraussetzung des Wahnsinns hin im Sinne einer Verselbständigung von Leidenschaften. In diesen Kreis der Leidenschaften wird auch die ›moral insanity‹ einbezogen. Das Thema Leidenschaften erscheint auch geeignet, die ›pathetic insanity‹ als Ursache des Wahnsinns anzusehen, die mit Liebe, Aberglauben, Geiz und Verzweiflung einhergehe. ›Appetetive Insanity‹ komme in Betracht, wenn der Zwang verliebter Sehnsucht bestehe, die mit einer nur erkünstelten Bescheidenheit einhergehe, wo doch Gesetze, Religion und Gewohnheit einen jeden davon abhalten sollten. Kurz, es werde hier Bedürfnissen Genüge getan, die den Umständen nach nicht adäquat seien.

## Sozialgeschichtliche Würdigung
Dörner stellt den Zusammenhang von Moral Insanity und Institutionalisierung psychiatrischer Einrichtungen in einen sozialgeschichtlichen Zusammenhang. Der gute Geschmack, der zu Begriffen wie Moral Insanity führt, muss als zeitgeschichtlich und soziologisch relativ angesehen werden. Er bezeichnet eine neue Phase der Entwicklung abendländischer Sensibilität, die vom Rationalismus weg zur Empfindsamkeit hin führt und damit auch zu Krankheitsphänomenen. Noch deutlicher wird dieser Wandel von Erich Neumann beurteilt, wenn er vom „Einbruch der Dunkelseite“ spricht.

## Werke
- Observations on the Nature, Kinds, Causes, and Prevention of Insanity, Lunacy, or Madness. London/ Leicester 1782, 1786. (deutsch: Beobachtungen über die Natur. Arten, Ursachen und Verhütung des Wahnsinns oder der Tollheit. Leipzig 1784).
- A Case of Hydrophobia successfully treated. 1793.
- Observations on the Management of the Insane. 1809.